# Christine Elise
Christine Elise nascida em (12 de fevereiro de 1965) é uma atriz norte americana.

## Vida pessoal
Nascida Christine Elise McCarthy em Boston, Massachusetts, filha de artistas, graduou-se da Boston Latin School em 1983. Entre 1992 e 1997, ela viveu com Beverly Hills 90210 estrela, Jason Priestley

## Carreira

### Filme
Ela teve um papel recorrente na temporada final de China Beach, que muitas vezes ela cita como sua melhor experiência profissional. Ela desempenhou o papel de Kyle no filme de 1990 Brinquedo Assassino 2. Em 1993, ela interpretou Jenn Platt no filme de terror Body Snatchers (1993). Ela teve um papel recorrente como Emily Valentine no Beverly Hills, 90210 e também apareceu na segunda temporada de ER para 17 episódios.Após sua temporada em ER, ela apareceu no curta duração Fox mostra LA Bombeiros. Ela apareceu na TV Ponto de Fuga com Viggo Mortensen, que pediu para ela fazer o papel. Eles se conheceram em um outro projeto, Ponto de ebulição, apesar de seu papel foi escrito em grande parte fora. Ela teve um papel recorrente em No Calor da Noite. Ela foi apresentada no documentário punk rock American Hardcore.Seu papel mais recente filme foi no filme da Disney Prom. Ela fez sua estréia na direção com um premiado curta-metragem, ela também escreveu, produziu e estrelou em: banho ea única menina. Desde dezembro de 2010, banho e única menina foi exibido em 80 festivais e mais do que ganhou 17 prêmios. Em 2017 volta a interpretar Kyle no filme O Culto de Chucky na cena pós crédito